# تشارلي بوردمان
تشارلي بوردمان (بالإنجليزية: Charlie Boardman)‏ هو لاعب كرة قاعدة أمريكي، ولد في 27 مارس 1893 في Seneca Falls, New York ‏ في الولايات المتحدة، وتوفي في 10 أغسطس 1968 في ساكرامنتو في الولايات المتحدة.

## وصلات خارجية
- تشارلي بوردمان على موقعبيزبول رفرنس.كوم (الدوري الرئيسي) (الإنجليزية)
- تشارلي بوردمان على موقعبيزبول رفرنس.كوم (الدوري الثانوي) (الإنجليزية)